# ريو ناتسكي
ريو ناتسكي (夏樹リオ ناتسكي ريو) هي مؤدية أصوات يابانية ولدت في 5 مارس 1969 في طوكيو.

## أدوارها في الأنمي

### مسلسلات أنمي تلفزيونية
- جت باكرز - هيفن
- فل ميتال بانيك! - إيري كاغورازاكا
- فل ميتال بانيك؟ فوموفو - إيري كاغورازاكا
- أبطال الديجيتال الجزء الثاني - سلمى
- ترن أ جاندام - ميريبيل غادجيت
- المدافع الأقوى جاندام فورس - تاكاهيرو
- فرسان الأرض - كاميليا
- فايس كرويتز - ماكي
- حكايات أشباح المدرسة - ماكي
- ماكروس 7 - ميهو ميهو
- كاي-أون! - والدة أسرة هيراساوا
- شوغو كارا! - يوكاري سانجو

### أوفا أنمي
- كارنفال فانتازم - سيون التنام أتلاسيا

### أفلام أنمي
- فيلم ديجيمون أدفنتشر 02: هبوط إعصار الديجيمون!!/التطور الفائق!! الديجيمنتال الذهبية - مياكو إينوي
- فيلم ديجيمون أدفنتشر 02: انتقام ديابورومون - مياكو إينوي

## أدوارها في ألعاب الفيديو
- مغامرة جوجو الغريبة: الرياح الذهبية - تريش أونا
- فاينل فانتسي 10 - لولو
- فاينل فانتسي X-2 - لولو
- كينجدوم هارتس 2 - فو
- ديرج أوف سيربيروس: فاينل فانتسي 7 - لوكريتزيا كريسنت

## أدوارها في الدبلجة اليابانية
- الوالدان السحريان - واندا

## وصلات خارجية
- ريو ناتسكي على موقع IMDb (الإنجليزية)
- ريو ناتسكي على موقع ميوزك برينز (الإنجليزية)
- ريو ناتسكي على موقع قاعدة بيانات الفيلم (الإنجليزية)
- ريو ناتسكي على موقع ANN person (الإنجليزية)